# Leichtathletik-Weltmeisterschaften 2022/Teilnehmer (Südsudan)
| Goldmedaillen | Silbermedaillen | Bronzemedaillen |
| ------------- | --------------- | --------------- |
| —             | —               | —               |

Der Südsudan nahm an den Leichtathletik-Weltmeisterschaften 2022 in Eugene mit einem Athleten teil.

## Ergebnisse

### Männer

#### Laufdisziplinen
| Athlet       | Disziplin | Vorlauf     | Vorlauf | Halbfinale | Halbfinale | Finale | Finale |
| Athlet       | Disziplin | Zeit        | Platz   | Zeit       | Platz      | Zeit   | Platz  |
| ------------ | --------- | ----------- | ------- | ---------- | ---------- | ------ | ------ |
| Abraham Guem | 1500 m    | 3:43,47 min | 41      | DNQ        | DNQ        | –      | –      |